# Pterocarpus violaceus
Pterocarpus violaceus là một loài thực vật có hoa trong họ Đậu. Loài này được Vogel miêu tả khoa học đầu tiên.